# 480
Раннє Середньовіччя. У Східній Римській імперії правління Флавія Зенона. У Європі утворилися численні варварські держави, зокрема в Італії править Одоакр, Іберію і південь Галлії займає Вестготське королівство, Північну Африку захопили вандали, утворивши Африканське королівство, у Тисо-Дунайській низовині утворилося Королівство гепідів. На півночі Галлії правлять римо-галли, ще північніше — салічні франки. Остготи займають Мезію, Македонію і Фракію.
У Південному Китаї править династія Південна Ці, на півночі — Північна Вей. В Індії правління імперії Гуптів. У Японії триває період Ямато. У Персії править династія Сассанідів.
На території лісостепової України Черняхівська культура. Історики VI століття згадують плем'я антів, що мешкало на території сучасної України приблизно з IV сторіччя. У Північному Причорномор'ї центр володінь гунів, що підкорили собі інші кочові племена, зокрема сарматів та аланів.

## Події
- Флавій Зенон оголосив себе єдиним імператором Римської імперії, хоча це проголошення було суто формальним.
- Колишній імператор Західної Римської імперії Юлій Непот загинув у Далмації від рук власних солдатів.
- Король Італії Одоакр окупував Далмацію.
- Гундобад успадкував Бургундське королівство у Східній Галлії із центрами в Ліоні й Женеві.
- Римо-галльський правитель Суассону, що в північній Галлії, Сіагрій відстоює свої володіння від натиску салічних франків.

## Народились
- Святий Бенедикт
- Боецій

## Померли
- Юлій Непот